# Jaktens Tid
Jaktens Tid – drugi album folk metalowej grupy Finntroll wydany w 2001 roku przez Spinefarm Records.

## Lista utworów
| Nr  | Tytuł utworu                | Długość |
| --- | --------------------------- | ------- |
| 1.  | „Krig” (Intro)              | 2:10    |
| 2.  | „Födosagan”                 | 5:03    |
| 3.  | „Slaget Vid Blodsälv”       | 3:17    |
| 4.  | „Skogens Hämnd”             | 4:06    |
| 5.  | „Jaktens Tid”               | 3:34    |
| 6.  | „Bakom Varje Fura”          | 2:14    |
| 7.  | „Kitteldags”                | 2:05    |
| 8.  | „Krigsmjöd”                 | 3:10    |
| 9.  | „Vargtimmen”                | 3:30    |
| 10. | „Kyrkovisan”                | 1:23    |
| 11. | „Den Hornkrönte Konungen”   | 3:33    |
| 12. | „Aldhissla”                 | 6:27    |
| 13. | „Tomhet och Tystnad Härska” | 4:35    |
| 14. | „Outro” (Ukryty utwór)      | 2:17    |
|     |                             | 47:24   |

## Listy sprzedaży
| Lista  | Kraj      | Pozycja |
| ------ | --------- | ------- |
| Top 60 | Finlandia | 20      |